# Exomilus
Exomilus é um gênero de gastrópodes pertencente a família Raphitomidae.

## Espécies
- Exomilus cancellatus (Beddome, 1883)[2]
- Exomilus compressus Fedosov & Puillandre, 2012
- Exomilus cylindricus Laseron, 1954[3]
- Exomilus dyscritos (Verco, 1906)[4]
- Exomilus edychrous (Hervier, 1897)
- Exomilus lutarius (Hedley, 1907)[5]
- Exomilus pentagonalis (Verco, 1896)[6]
- Exomilus telescopialis (Verco, 1896)[7]

Espécies trazidas para a sinonímia
- Exomilus anxius (Hedley, 1909):[8] sinônimo de Exomilus edychrous (Hervier, 1897)
- Exomilus compressa Fedosov & Puillandre, 2012: sinônimo de Exomilus compressus Fedosov & Puillandre, 2012
- Exomilus fenestratus (Tate & May, 1900): sinônimo de Gatliffena fenestrata (Tate & May, 1900)
- Exomilus perangulata Hervier, 1897: sinônimo de Mangelia orophoma Melvill & Standen, 1896Small text
- Exomilus spica (Hedley, 1907): sinônimo de Exomilopsis spica (Hedley, 1907)